# Geomorfologický podcelek
Geomorfologický podcelek je jednotka sedmé úrovně v hierarchickém geomorfologickém členění povrchu Země v podobě, v jakém se toto členění obvykle uplatňuje v Česku. Nadřazenou jednotkou je geomorfologický celek, podřazenou geomorfologický okrsek.
Příklady: Šumavské pláně, Trojmezenská hornatina, Sečská vrchovina, Chvaletická pahorkatina, Domašovská vrchovina aj.

## Geomorfologický podcelek v různých jazycích
- česky: geomorfologický podcelek
- slovensky: geomorfologický podcelok
- polsky: mikroregion fizycznogeograficzny